# Борис Чипан
Борис Чипан (на македонска литературна норма: Борис Чипан) е виден архитект, редовен професор в Архитектурния факултет на Скопския университет.

## Биография
Чипан е роден в окупирания от български части Охрид по време на Първата световна война на 27 март 1918 година. В тридесетте години заминава на обучение в средното училище в Белград благодарение на стипендия, получена от един генерал от Охрид, който е очаквал неговите стипендианти да станат офицери от кралската армия. Чипан след завършването кандидатства във Военната академия, но не е приет. След това постъпва в Архитектурния отдел при Техническия факултет в Белград, където през 1941 година получава бакалавърска степен.
Освен с педагогическата дейност, когато преподавал Проектиране и обществени сгради, Чипан се занимава и с опазването на наследството от сграден фонд, когато е първи директор на Републиканския институт за опазване на паметниците на културата, а също така се занимава с архитектурно проектиране и публицистика. В областта на опазването значителни негови реализации са църквите „Света София“ в Охрид, „Свети Наум“, „Свети Пантелеймон“ в Горно Нерези и други. В областта на архитектурното проектиране съществени елементи са: съдебните сгради в Щип, Велес и Битоля (1956), Македонската академия на науките и изкуствата (МАНУ) в Скопие (1976), голям брой индивидуални семейни къщи в Охрид и други. Занимава се и с научно изследователски труд. Чипан е вторият носител на наградата „Андрей Дамянов“, която е получава през 1991 година.